# 24910 Haruoando
24910 Haruoando este un asteroid din centura principală de asteroizi.

## Descriere
24910 Haruoando este un asteroid din centura principală de asteroizi. A fost descoperit pe 14 februarie 1997 la Nanyo de Tomimaru Okuni. Asteroidul prezintă o orbită caracterizată de o semiaxă mare de 2,30 ua, o excentricitate de 0,21 și o înclinație de 1,2° în raport cu ecliptica.